# Zhang Lin (Dissident)
Zhang Lin (chinesisch 张林, Pinyin Zhāng Lín; * 2. Juni 1963 in Bengbu, Anhui, Volksrepublik China) ist ein chinesischer Dissident.
Für Aufsehen sorgte seine Verurteilung zu einer Gefängnisstrafe im Oktober 2005. Ihm wurde vorgeworfen, das sozialistische System mit der Veröffentlichung von Texten im Internet stürzen zu wollen. Im August 2009 wurde er aus der Haft entlassen.
Zhang Lin war bereits zuvor zu mehrjährigen Haftstrafen verurteilt worden, insgesamt verbrachte er nach Berechnungen von Reporter ohne Grenzen fast 13 Jahre in Haft.